# فیوریوسا: حماسه مکس دیوانه
فیوریوسا: حماسهٔ مکس دیوانه (به انگلیسی: Furiosa: A Mad Max Saga) یک فیلم اکشن پسا-آخرالزمانی محصول ۲۰۲۴ به کارگردانی و نویسندگی مشترک جرج میلر است. این پنجمین قسمت از فرنچایز مکس دیوانه به‌شمار می‌رود، که هم یک اسپین‌آف و هم یک پیش‌درآمد برای مکس دیوانه: جاده خشم (۲۰۱۵) محسوب می‌شود. در این فیلم آنیا تیلور-جوی و آلایلا براون نقش نسخه‌های جوان‌تر شخصیت اصلی امپراتور فیوریوسا را بازی می‌کنند و کریس همسورث و تام برک از دیگر بازیگران هستند.
داستان فیلم حدود ۱۵ تا ۲۰ سال پیش از وقایع مکس دیوانه: جاده خشم در یک بیابان بیابانی استرالیا اتفاق می‌افتد، جایی که جنگ‌سالاران بر سر آخرین منابع باقیمانده آب، غذا، اسلحه و بنزین با هم می‌جنگند، و زندگی شخصیت جوان عنوان را از ربوده‌شدن او توسط نیروهای جنگ‌سالار دمنتوس (همسورث) تا انتقام از او به دلیل از دست‌دادن مادرش را دنبال می‌کند. برای بیش از یک دهه، او برای زنده‌ماندن به عنوان یک برده و در نهایت، یک ستوان مورد اعتماد رهبر فرقه سیتادل، ایمورتان جو (لچی هولم)، و فرمانده نظامی او، پراتورین جک (برک) تلاش می‌کند.
در مارس ۲۰۲۰، میلر آزمون‌های بازیگری را برای نقش اصلی فیلم انجام داد. در ماه اکتبر، تیلور-جوی، همسورث و یحیی عبدالمتین دوم برای ایفای نقش‌های اصلی انتخاب شدند، اما به دلیل اختلاف در برنامه‌ریزی، تام برک در نوامبر جایگزین عبدالمتین شد. فیلمنامه‌نویس نیکو لاتوریس، تدوین‌گر فیلم مارگارت سیکسل، طراح صحنه و لباس جنی بیون و آهنگساز جانکی ایکس‌ال از جاده خشم بازگشته‌اند. تصویربرداری اصلی از ژوئن تا اکتبر ۲۰۲۲ در استرالیا انجام شد.
فیوریوسا نخستین نمایش جهانی خود را در هفتاد و هفتمین جشنواره فیلم کن در ۱۵ می ۲۰۲۴ داشت و در ۲۳ می در سینماهای استرالیا به‌وسیلهٔ برادران وارنر پیکچرز و ویلیج رودشو پیکچرز و همچنین روز بعد در ایالات متحده اکران شد. این فیلم نقدهای مثبتی از سوی منتقدان دریافت کرد اما به یک بمب گیشه تبدیل شد و تنها ۱۶۸ میلیون دلار در مقابل بودجه ۱۶۸ میلیون دلاری فروخت. ورایتی گزارش داد که فیلم باید ۳۵۰ تا ۳۷۵ میلیون دلار بفروشد تا بتواند به نقطه صفر برسد، اگرچه برادران وارنر با این تخمین موافق نبود.

## داستان
استرالیا به یک زمین بایر رادیواکتیو مشهور به ویست‌لند تبدیل شده است و «مکان سبز بسیاری از مادران» یکی از آخرین مناطق باقی‌مانده با آب شیرین و زمین کشاورزی است. مهاجمان در حالی که دو کودک، فیوریوسا و والکری در حال چیدن هلو هستند، مکان سبز را کشف می‌کنند. فیوریوسا سعی می‌کند موتورسیکلت‌های آنها را خراب کند، اما مهاجمان او را به عنوان جایزه‌ای برای رهبر خود، «وارلرد دمنتوس» جنگ‌سالار هورد بزرگ موتورسواران یاغی، دستگیر می‌کنند. مادر فیوریوسا، مری، آنها را تا اردوگاه هورد تعقیب می‌کند و همه را به جز یک مهاجم می‌کشد. آخرین مهاجم، فیوریوسا را به دمنتوس تحویل می‌دهد، اما فیوریوسا قبل از اینکه او بتواند جای مکان سبز را فاش کند، مجروحش می‌کند. مری مخفیانه وارد کمپ می‌شود و فیوریوسا را نجات می‌دهد، اما دمنتوس آنها را ردیابی می‌کند. مادر برای خرید زمان فرار به نزد فیوریوسا بر می‌گردد و به او یک هسته هلو می‌دهد تا او را به یاد بیاورد، اما فیوریوسا حاضر به ترک مری نیست. دمنتوس فیوریوسا را مجبور می‌کند تا تصلیب مادرش را تماشا کند. او که با مرگ خانواده‌اش تسخیر شده است، به این امید که او را به محل سبز هدایت کند، فیوریوسا را به عنوان دختر خود به فرزندی می‌گیرد.
مدتی پس از آن، دمنتوس سیتادل را محاصره می‌کند، محله دیگری با آب شیرین و زمین کشاورزی. با این حال، هورد توسط پسران جنگی، ارتش متعصب فرمانده جنگ سیتادل، ایمورتان جو، دفع می‌شود. دمنتوس مسیر خود را تغییر می‌دهد و از استراتژی اسب تروآ برای تصرف شهر گاز، یک پالایشگاه نفت که سیتادل را با بنزین تأمین می‌کند، استفاده می‌کند. در طی مذاکرات صلح، جو اقتدار دمنتوس را بر شهر گاز به رسمیت می‌شناسد و منابع غذا و آب آن را در ازای پزشک هورد و فیوریوسا افزایش می‌دهد، که نقشه آسمان را روی مکان سبز روی بازوی چپ خود خالکوبی کرده است تا راه خانه را پیدا کند. پس از آن، جو فیوریوسا را با اصطبل «همسران» خود در یک طاق زندانی می‌کند. پس از اینکه پسر جو، ریکتوس، به او علاقه نشان می‌دهد، فیوریوسا نقشه‌ای برای فرار طراحی می‌کند. یک شب، ریکتوس فیوریوسا را از خزانه جو بیرون می‌کشد تا به او تجاوز کند، اما او با استفاده از کلاه‌گیس ساخته شده از موهای خودش از چنگ او می‌لغزد و ناپدید می‌شود.
فیوریوسا در لباس یک پسر نوجوان لال ظاهر می‌شود، و بیش از یک دهه در صفوف مردان جو کار می‌کند. او به ساخت «ماشین جنگی یا وار ریگ» کمک می‌کند، یک تانکر تجهیزاتی به شدت مسلح که می‌تواند در برابر حملات مهاجمان در ویست‌لند مقاومت کند. او قصد دارد با مخفی‌شدن در داخل ماشین فرار کند، زمانی که جو راننده برتر خود، پراتورین جک، را به محل عرضه می‌فرستد. ستوان او، آکتاباس که از سنگدلی دمنتوس سرخورده شده است، سرکش می‌شود و یک حمله هوایی به وار ریگ آغاز می‌کند. باند مورتی‌فلایرز او تمام خدمه وار ریگ را سلاخی، و موتورسیکلت پنهان فیوریوسا را نابود می‌کند، اما فیوریوسا و جک متحد می‌شوند تا آنها را شکست دهند. فیوریوسا سعی می‌کند تا ریگ را به سرقت ببرد و به خانه برود، اما جک به راحتی او را خنثی می‌کند. با این حال، او پتانسیل وی را می‌بیند و به او پیشنهاد می‌کند که اگر به او برای بازسازی خدمه‌اش کمک کند، به فرار او کمک می‌کند. فیوریوسا نفر دوم جک می‌شود و به پراتورین ارتقا می‌یابد. او و جک با هم پیوند می‌خورند و تصمیم می‌گیرند با هم فرار کنند. زمانی که جو تصمیم می‌گیرد به شهر گاز حمله کند، فرصتی را می‌بینند که دمنتوس آن را به اشتباه مدیریت کرده و تقریباً ویران شده است. جو به فیوریوسا و جک دستور می‌دهد تا اسلحه و مهمات را از مزرعه گلوله، یک مرکز معدنی متحد جمع‌آوری کنند.
با این حال، دمنتوس هنگام رسیدن به آنها کمین می‌کند. فیوریوسا و جک به سختی فرار می‌کنند و بازوی چپ فیوریوسا زخمی می‌شود. دمنتوس آنها را تعقیب می‌کند و جک را تا حد مرگ شکنجه می‌دهد. فیوریوسا با بریدن بازوی آسیب دیده خود از زنجیرهایش فرار می‌کند و نقشه آسمان خود را قربانی می‌کند تا فرار کند. مردی تنها از دور نگاه می‌کند که فیوریوسا در حال تلاش برای بازگشت به قلعه است، جایی که او و دستیار جو، مشهور به «انسان‌خور»، یک استراتژی را شکل می‌دهند. دمنتوس در یک تله اغوا می‌شود و پسران جنگی در یک جنگ ۴۰ روزه هورد را در هم می‌کوبند. پس از گم‌شدن مسیر خانه، فیوریوسا دوباره سر خود را می‌تراشد، بازوی خود را با یک پروتز مکانیکی جایگزین می‌کند و به دنبال دمنتوس در حال فرار می‌رود.
پس از یک تعقیب و گریز طولانی، فیوریوسا دمنتوس را در بیابان تحت سلطه قرار می‌دهد. فیوریوسا دمنتوس را در سیتادل زندانی می‌کند و از بدن زنده او به عنوان کود برای رشد درخت هلو از دانه مادرش استفاده می‌کند. جو فیوریوسا را به مقام «امپراتور» ارتقاء می‌دهد و فرماندهی یک دکل جنگی جدید را به او می‌دهد. او با پنج همسر پرورش‌دهنده جو در طاقی که جو زمانی زندانی‌اش کرده بود ملاقات می‌کند. شب قبل از آوردن مهمات، «پنج همسر» در داخل وار ریگ فیوریوسا پنهان می‌شوند.

## بازیگران
- آنیا تیلور جوی در نقش امپراتور فیوریوسا
  - آلایلا براون در نقش فیوریوسای جوان
  - تصاویر آرشیویی از شارلیز ترون از جاده خشم در طول تیتراژ نهایی استفاده می‌شوند[۱۳]
- کریس همسورث در نقش وارلرد دمنتوس، رهبر جنگ‌سالار هورد موتورسواران که فیوریوسا را ربوده است
- تام برک در نقش پراتورین جک، فرمانده اصلی نیروهای نظامی ارگ[۱۴]
- لچی هولم در نقش ایمورتان جو / ریزدیل پل، رهبر ارگ و دشمن هورد موتورسواران
  - تصاویر آرشیویی از هیو کیز-بیرن از جاده خشم در طول تیتراژ نهایی استفاده می‌شوند[۱۵]
- ناتان جونز در نقش ریکتوس ارکتوس، پسر عضلانی اما کم‌هوش جو
- جاش هلمن در نقش اسکابروس اسکروتوس، کوچک‌ترین پسر جو با ناتوانایی ذهنی
- جان هوارد در نقش آدم‌خوار، متحد جو که قبلاً ذخایر سوخت شهر گاز را کنترل می‌کرد
- آنگوس سمپسون در نقش اورگانیک مکانیک، پزشک شخصی جو
- چارلی فریزر در نقش مری جو باسا، مادر فیوریوسا[۱۶]
- کوادن بیلز در نقش پسر جنگی (وار بوی)
- دنیل وبر در نقش پسر جنگی (وار بوی)
- جیکوب تموری در نقش مکس راکاتانسکی،[۱۷] تموری در جاده خشم بدلکار تام هاردی بود[۱۸]
  - تصاویر آرشیویی از تام هاردی از جاده خشم در طول تیتراژ نهایی استفاده می‌شوند
- السا پاتاکی در نقش رهبر ولوالینی

علاوه بر این، تیتراژ پایانی تصاویری آرشیوی از مکس دیوانه: جاده خشم را نشان می‌دهد که در آن همچنین نیکلاس هولت، رزی هانتینگتون وایتلی، زوئی کراویتز، رایلی کیئو، ابی لی کرشا و کورتنی ایتون در نقش‌های ناکس، اسپلندید آنهراد، توست، کپبل، دگ، و چیدو ظاهر می‌شوند.

## تولید

### پیش‌تولید
کارگردان جورج میلر و نویسنده همکار نیک لاوتوریس، بیش از ۱۵ سال برای نوشتن فیلم‌نامه مکس دیوانه: جاده خشم (۲۰۱۵) صرف کردند و برای هر شخصیت، به ویژه تمرکز بر قهرمان داستان امپراتور فیوریوسا داستان‌های پس‌زمینه ساختند. این در نهایت در فیلمنامه‌ای با محوریت فیوریوسا به اوج خود رسید، که بازیگر شارلیز ترون، در جاده خشم، از آن به عنوان مرجعی برای بازی خود در فیلم استفاده کرد. تا می ۲۰۲۰، میلر قصد داشت پس از تکمیل فیلم دیگرش سه هزار سال حسرت (۲۰۲۲) یک فیلم پیش‌درآمد فیوریوسا بسازد. در همان زمان، او همچنین پس از حل اختلافات حقوقی با توزیع کننده برادران وارنر پیکچرز در مورد درآمدهای پرداخت نشده، فرایند انتخاب بازیگر را برای این نقش آغاز کرد. میلر به‌جای استفاده از فناوری پیری‌زدایی برای ترون، به دنبال انتخاب بازیگر جوان‌تری برای این نقش بود. داستان فیلم در یک بازه زمانی ۱۵ ساله رخ می‌دهد و داستان پس‌زمینه فیوریوسا را نشان می‌دهد که چگونه از خانه‌اش آواره شده و زندگی‌اش را «تلاش برای بازگشت» گذرانده است.
در مارس ۲۰۲۰، گزارش شد که میلر در حال انجام تست بازیگری برای نقش اصلی از طریق اسکایپ بود و تیلور-جوی در ترکیب آن حضور داشت. در ماه اکتبر، فیلم با تأیید تیلور-جوی در حال توسعه پیشرفته اعلام شد که نقش اصلی را بازی می‌کند و کریس همسورث و یحیی عبدالمتین دوم برای بازی مشترک انتخاب شدند. همچنین اعلام شد که چندین نفر از خدمه جاده خشم از جمله تدوین‌گر فیلم مارگارت سیکسل، طراح تولید کالین گیبسون، میکسر صدا، بن اسمو، و طراح گریم لسلی واندروالت برای فیلم باز خواهند گشت. در فوریه ۲۰۲۱، آهنگساز جانکی ایکس‌ال، که قبلاً آهنگ جاده خشم را نوشته بود، تأیید کرد که برای فیوریوسا بازخواهد گشت. جنی بیون نیز به کار بر روی طراحی صحنه و لباس بازمی‌گردد.

### انتخاب بازیگران
میلر پس از دیدن بازی آنیا تیلور-جوی در یک نسخهٔ زودهنگام از فیلم دیشب در سوهو، او را برای نقش اصلی انتخاب کرد. به دلیل یک درگیری در برنامه‌ریزی، عبدالمتین دوم در ماه نوامبر از پروژه خارج شد و تام برک به عنوان جایگزین او انتخاب شد. در ژانویه ۲۰۲۲، گزارش شد که سایمون دوگان به جای جان سیل به عنوان فیلمبردار فعالیت خواهد کرد. در ژوئن ۲۰۲۲، گزارش شد که ناتان جونز و آنگوس سمپسون قرار بودند نقش‌های خود را از مکس دیوانه: جاده خشم دوباره بازی کنند. در ماه اوت، کوادن بیلز، که با میلر روی فیلم سه هزار سال حسرت کار می‌کرد، اعلام کرد که در نقش کوچکی در فیوریوسا ظاهر می‌شود.

### فیلم‌برداری
این فیلم جایزه مشوق به مبلغ ۱۷۵ میلیون دلار استرالیا را دریافت کرد و در مجموع ۲۳۳ میلیون دلار آمریکا (۳۴۳٫۲ میلیون دلار استرالیا) در استرالیا هزینه کرد که بیشترین میزان تولید فیلم در این کشور است.
پس از اینکه چندین تاریخ مختلف برای شروع فیلمبرداری گزارش شد، ددلاین هالیوود در مصاحبه ای با میلر در می ۲۰۲۲ تأیید کرد که فیلمبرداری واحد دوم در حال حاضر در استرالیا قبل از تصویربرداری اصلی در حال انجام است. در ماه مه ۲۰۲۲، فیلمبرداری واحد دوم به هی، نیو ساوت ولز با برنامه‌ریزی بیشتر در سیلورتن، نیو ساوت ولز منتقل شد. تصویربرداری اصلی در ۱ ژوئن ۲۰۲۲ در استرالیا آغاز شد و انتظار می‌رفت تا سپتامبر به پایان برسد. فیلمبرداری به‌طور رسمی در ۲۸ اکتبر ۲۰۲۲ به پایان رسید.

### پس‌تولید
در مارس ۲۰۲۴، فاش شد که لچی هولم نقش ایمورتان جو را در این فیلم به تصویر می‌کشد، که نقش را از هیو کیز-برن می‌گیرد، که پس از به تصویر کشیدن او در مکس دیوانه: جاده خشم در سال ۲۰۲۰ درگذشت.

## انتشار

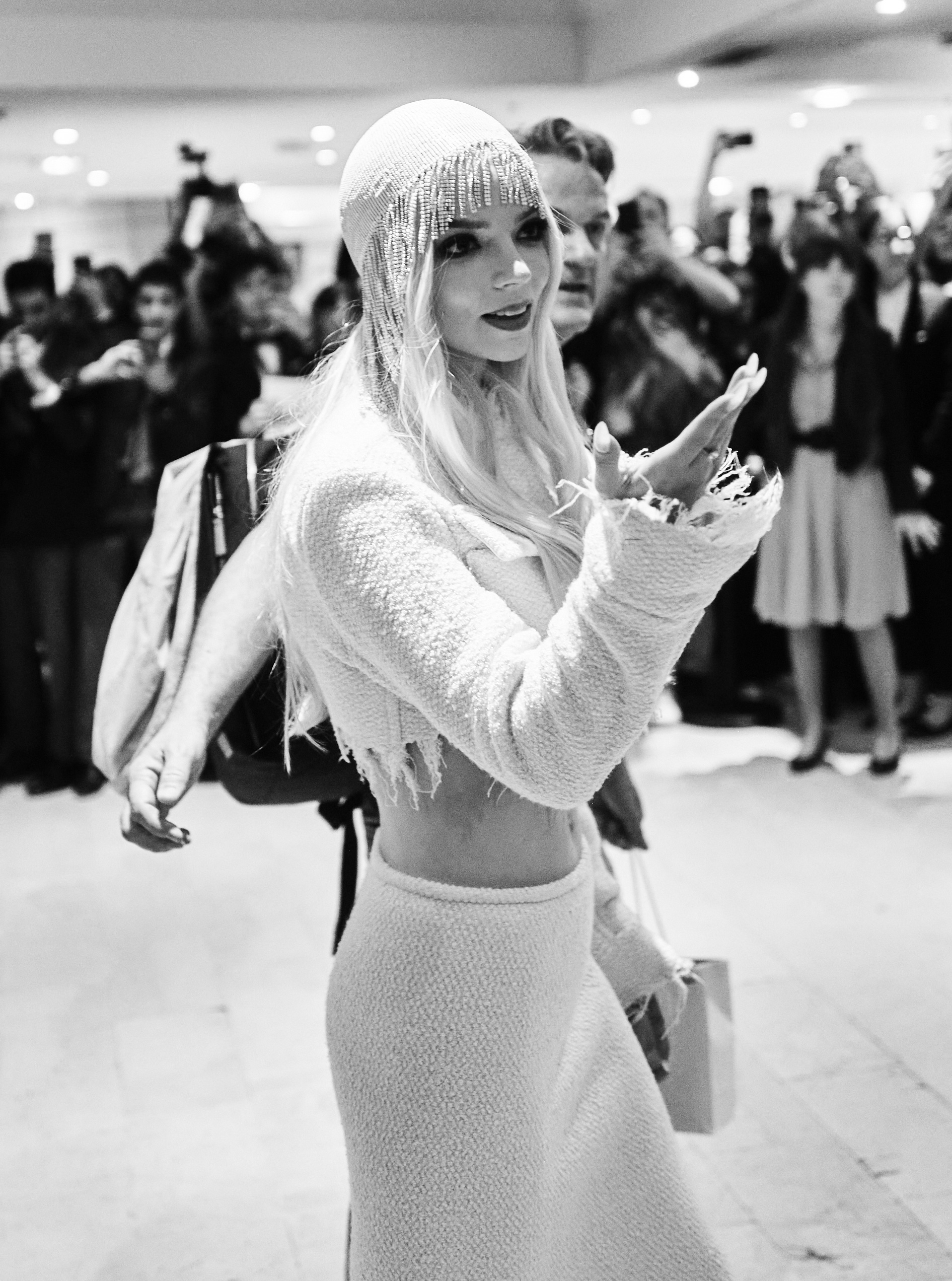
تیلور جوی در کن روز بعد از اکران فیلم در می ۲۰۲۴

فیوریوسا در ۱۵ می ۲۰۲۴ در هفتاد و هفتمین جشنواره فیلم کن اکران شد، و در استرالیا در ۲۳ مه ۲۰۲۴ و در ایالات متحده در ۲۴ مه ۲۰۲۴ توسط برادران وارنر و ویلیج رودشو پیکچرز اکران شد. این فیلم در ابتدا قرار بود در ۲۳ ژوئن ۲۰۲۳ منتشر شود.
این فیلم در ۷ ژوئن ۲۰۲۴ در چین اکران شد و به اولین فیلم مکس دیوانه تبدیل شد که در سینماهای چین اکران شده است.

### رسانه خانگی
فیوریوسا تنها ۳۰ روز پس از اکران اولیه در سینماها، در ۲۵ ژوئن ۲۰۲۴ در قالب VOD منتشر شد.

## بازخورد

### فروش گیشه
تا ۲۵ ژوئن ۲۰۲۴، فیوریوسا: حماسه مکس دیوانه ۶۶٫۲ میلیون دلار در ایالات متحده و کانادا، و ۱۰۲ میلیون دلار در سایر مناطق، به مجموع ۱۶۸٫۲ میلیون دلار در سراسر جهان فروش داشته است.
ورایتی بر اساس تخمین کارشناسان فیلم گزارش داد که فیوریوسا برای سودآوری باید ۳۵۰ تا ۳۷۵ میلیون دلار درآمد داشته باشد و در نهایت ۷۵ تا ۹۵ میلیون دلار برای استودیو و سرمایه‌گذاران آن ضرر خواهد کرد. با این حال، یکی از سخنگویان برادران وارنر ادعا کرد که فیلم نقطه سربه‌سر پایین‌تری دارد. تقریباً نیمی از بودجه فیلم توسط دولت‌های فدرال نیو ساوت ولز و استرالیا پوشش داده شد.

#### تحلیل فروش گیشه
فیوریوسا: حماسه مکس دیوانه در کنار فیلم گارفیلد اکران شد و پیش‌بینی شده بود که در آخر هفته افتتاحیه چهار روزهٔ خود حدود ۴۰ میلیون دلار از ۳٬۷۵۰ سینما به دست خواهد آورد. با اینحال در داخل کشور، فروش کلی فیوریوسا به ۳۲٫۳ میلیون در چهار روز افتتاحیه آخر هفته رسید که به عنوان «ناامیدکننده» و «ضعیف» توصیف شد.
آخر هفته دوم شاهد فروش ۱۰٫۸ میلیون دلار بود (افت ۵۹ درصدی نسبت به آخر هفته افتتاحیه، بدون احتساب روز یادبود) که آن نیز ناامیدکننده تلقی شد، زیرا فیلم گارفیلد تنها ۴۲ درصد کاهش یافت و برنده آن آخر هفته شد. برای مقایسه، جاده خشم در دومین آخر هفته خود ۴۶ درصد کاهش داشت. به‌طور کلی، فروش بلیط برای آن آخر هفته نسبت به سال ۲۰۲۳، بیش از ۶۵ درصد کاهش یافت.
دیوید ای. گروس، مشاور فیلم، نقدهای فیلم را «بررسی‌های برجسته و نمره بسیار خوب از نزد تماشاگران» نامیده است، با اینحال تحلیلگران دلایل مختلفی را برای افتتاحیه ضعیف فیوریوسا شناسایی کردند. آخر هفته افتتاحیه را کاملاً غیرمنتظره نبوده است؛ ددلاین در آوریل ۲۰۲۴ گزارش داد که «برخی» منابع انتظار داشتند که فیوریوسا با فیلم گارفیلد رقابتی تنگاتنگ داشته باشد. با این حال، پس از آخر هفته دوم ناامیدکننده فیوریوسا، یکی از مدیران ناشناس استودیو به خبرنگاران گفت که «اینکه فیوریوسا ۵۰ میلیون دلار هم در داخل کشور به دست نیاورده، خیلی ناامید کننده است.» پاملا مک کلینتاک از گراس و هالیوود ریپورتر گفتند که فیوریوسا از اختلال در صنعت در برنامه تولید فیلم ناشی از اختلافات کارگری هالیوود در سال ۲۰۲۳ آسیب دیده است. به گفته گراس: «فیلم‌روی بر اساس شتاب و ریتم رشد می‌کند: فیلم‌های قوی یکی پس از دیگری هر ماه یک یا چند بار طرفداران را به مولتی پلکس می‌آورند. در حال حاضر، برنامه زمان‌بندی فیلم‌ها بسیار ضعیف است.»

### نظر منتقدان
در وبگاه جمع‌آوری نقد راتن تومیتوز، ٪۸۸ از ۱۲۰ بررسی منتقدان مثبت است و میانگینِ امتیاز آن ۸/۱۰ است. اجماع این وبگاه چنین می‌نویسد: «فیوریوسا با غنای عطف به جاده خشم و با قدرت عاطفی بیشتر، اگر حتی کاملاً با آن در دریچه گاز مطابقت نداشته باشد، یکی دیگر از انحرافات باشکوه در مسابقه نفسگیر مغز متفکر جرج میلر به سمت والهالای سینمایی است.» این فیلم در متاکریتیک که از میانگین وزنی استفاده می‌کند، بر اساس نظر ۴۵ منتقدین امتیاز ۸۰ از ۱۰۰ را کسب کرده که نشان‌گر «نقدهای عموماً مطلوب» است.
رابرت دنیلز از راجرایبرت.کام امتیاز ۴ از ۴ ستاره به این فیلم داد و آن را «یکی از بهترین پیش‌درآمدهای ساخته شده تا کنون» نامید. او خط داستانی، سکانس‌های اکشن و اجراها را تحسین کرد. پیت هاموند از ددلاین هالیوود این فیلم را دارای بهترین فیلمنامه در بین هر فیلم مکس دیوانه دانست. منتقدان دیگر بازی را تحسین کردند و یکی آنیا تیلور جوی را «یک قهرمان اکشن بسیار متقاعد کننده» خواند. جان نوجنت که برای مجله امپایر می‌نویسد، ۵ از ۵ ستاره را به این فیلم اعطا کرد و تیلور جوی را «فوق‌العاده» توصیف کرد و «توازن درستی از فولاد و انسانیت شکسته را که ترون القا کرده بود» در وی پیدا کرد.
در یک بررسی انتقادی، اوون گلیبرمن از ورایتی، فیوریوسا را مملو از «ادعاها» خواند و آن را «بیش از حد برای این فرنچایز» دانست. نیکلاس باربر از بی‌بی‌سی نیز از برخی از جنبه‌های فیلم انتقاد کرد و به آن ۳ از ۵ ستاره داد. او طرح داستان را پر پیچ و خم و تخلیه‌کننده دید و نوشت: «فیلم خیلی زود به نقطه‌ای می‌رسد که مخاطب از این همه شن و ماسه، انفجار، و خشونت بی‌هیچِ سادیستی بیمار می‌شود». نقدی منفی در تایم به‌طور مشابه این فیلم را چنین توصیف کرد که «به سختی در تلاش است تا ما را متقاعد کند که این فیلم را دوست داریم».

## آینده، دنباله‌ها و اسپین آف‌ها
کارشناسان پیشنهاد کرده‌اند که با توجه به فروش ضعیف و آخر هفته افتتاحیه ناامیدکننده فیلم، احتمال اینکه برادران وارنر چراغ سبز «مکس دیوانه: ویست‌لند» The Wasteland را بدهند کاهش یافته است، که دومین پیش‌درآمد جاده خشم با تمرکز بر مکس راکاتانسکی می‌باشد که میلر سال‌ها آن را تبلیغ کرده بود. در می ۲۰۲۴، هالیوود ریپورتر گزارش داد که The Wasteland هنوز در حال توسعه نیست. میلر تصریح کرد که منبع اصلی The Wasteland سرگذشت و سایر مطالب پس‌زمینه نوشته شده در آماده‌سازی برای جاده خشم هنوز به فیلمنامه تبدیل نشده است. او همچنین گفت که قبل از برداشتن گام‌های ملموس تر برای تبدیل The Wasteland به یک فیلم بلند، «منتظر دیدن بازخورد کامل از فیوریوسا» است.

## یادداشت
1. ↑  چندین منبع:[۵][۶][۷][۸][۹][۱۰]
2. ↑  Green Place of Many Mothers
3. ↑  War Rig
4. ↑  در تیتراژ به عنوان مکس راکاتانسکی شناسایی شد. این صحنه با صحنه آغازین مکس دیوانه: جاده خشم پیوند می‌خورد. آهنگساز تام هولکنبورگ در مصاحبه‌ای گفت که او معتقد است این فیلم برای نمایش شروع واقعی آن فیلم است، اگرچه میلر این موضوع را تأیید نکرده است.[۱۲]